# سالزا ايربينا
سالزا ايربينا، (بالإنجليزية: Salza Irpina)‏، (اللغة النابولية: Sàoza)، هي بلدة و(بلدية) في مقاطعة أفيلينو، كامبانيا، جنوب إيطاليا.

## السكان
في سنة 1861 بلغ عدد السكان 1٬546 نسمة، وتطور العدد ليصل في سنة 2011 لـ 767 نسمة.
يظهر هذا المخطط البياني تطور النمو السكاني لـ سالزا ايربينا